# Pipistrellus anthonyi
Pipistrellus anthonyi es una especie de murciélago de la familia Vespertilionidae.

## Distribución geográfica
Sólo se conoce en Changyinku (Birmania), a 2134 m s. n. m.